# Regiunea de dezvoltare București-Ilfov
București - Ilfov este una dintre cele opt regiuni de dezvoltare ale României, compusă din municipiul București și județul Ilfov. Are o populație de 2.231.961 de locuitori și suprafață de 1.811 km².